# Rio Dechatu

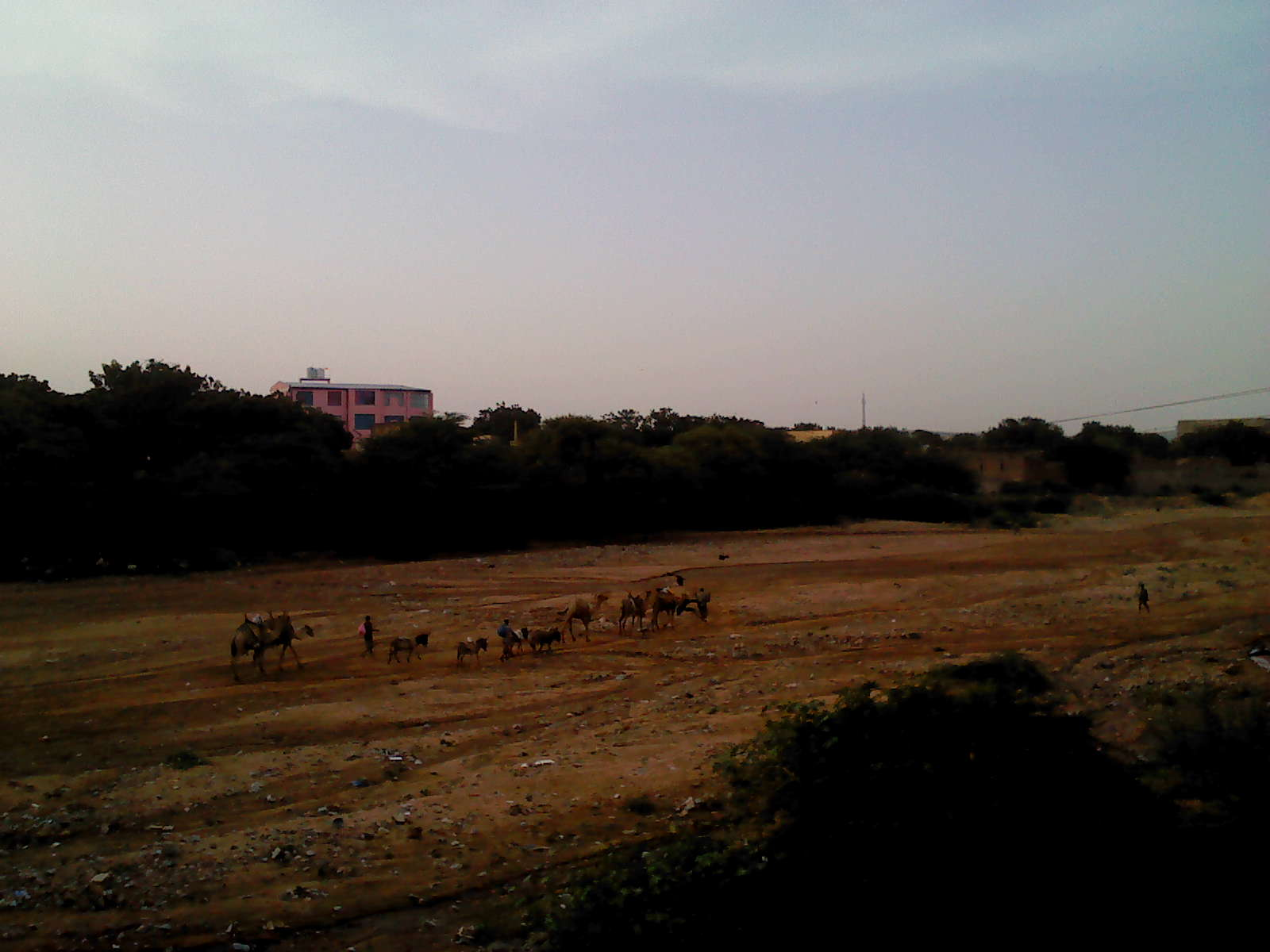
Dire Dawa, Etiópia

O Rio Dechatu é um curso de água do leste da Etiópia. Nasce na Cordilheira Ahmar a flui para o norte através da segunda maior cidade do país, Dire Dawa a caminho do Rio Awash, de que é afluente, embora em anos de grandes estios não tenha um fluxo continuo para este rio.
O Dechatu inunda periodicamente as suas margens na época das chuvas de setembro e na temporada de junho. No ano 2005, cerca de 200 pessoas foram mortas pelas suas enchentes e pelo crocodilos. Uma inundação ocorrida em agosto de 2006 matou pelo menos 300 pessoas, incluindo 200 na cidade de Dire Dawa, tendo a cidade sofrido grandes danos e obrigado a deslocação de milhares de habitantes.
As infra-estrutura de comunicações foram danificado e à principal estrada para a capital Adis Abeba, foi cortada.